# 비토리오 에마누엘레 디 사보이아
비토리오 에마누엘레 디 사보이아(이탈리아어: Vittorio Emanuele di Savoia, 1937년 2월 12일~2024년 2월 3일)는 이탈리아의 마지막 국왕인 움베르토 2세와 벨기에의 마리조제의 유일한 아들이었다. 비토리오 에마누엘레는 또한 사보이아 공작이라는 칭호를 사용했고 사보이아 가문의 수장을 주장했다. 이러한 주장은 그의 사촌인 아오스타 공작 아메데오의 지지자들과 나중에는 아메데오의 아들 아이모네에 의해 이의를 제기했다.
비토리오 에마누엘레는 군주제 폐지와 이탈리아 공화국 수립을 확정한 1946년 이탈리아 헌법 국민투표 이후 평생 대부분을 망명 생활을 했다. 그는 일부에서 반유대주의로 여겨지는 발언을 포함한 일련의 사건으로 인해 이탈리아와 해외에서 여러 차례 논란의 중심이 되었다. 그는 고위급 부패와 정치적 조작에 책임이 있는 국가 내의 국가인 Propaganda Due(P2)의 일원으로 밝혀졌다. 프랑스에서 그는 살인 혐의로 재판을 받았고, 불법 살인 혐의는 무죄 판결을 받았지만 총기 범죄 혐의는 유죄 판결을 받았다. 비토리오 에마누엘레는 2006년에 범죄 연합, 공갈, 공모, 부패, 매춘 착취 혐의로 체포되었다. 그는 2007년과 2010년에 모든 혐의에 대해 무죄 판결을 받았다.